# Associação Futsal de Umuarama
L'Umuarama è una squadra brasiliana di calcio a 5, fondata nel 2003 con sede a Umuarama.